# Påskupproret
Påskupproret var ett uppror på Irland som inträffade under påsken 1916 med händelsernas centrum i Dublin. Upproret var ett försök av irländska republikaner att göra sig fria från det brittiska styret. Av olika anledningar blev inte upproret så omfattande som republikanerna hade hoppats på och det slogs ner på annandag påsk av en nyanländ brittisk armé. En mängd rebeller fängslades och ledarna avrättades, däribland James Connolly.

## Inledning
Påskupproret inleddes på annadag påsk med att Padraig Pearse med 1 600 upprorsmän tog kontroll över centrala Dublin.
Efter en veckas strider som resulterade i 450 döda och 2 600 sårade slog britterna ner upproret. Det brutala sätt som britterna slog ner upproret på bidrog till att vända opinionen emot England. Britterna skickade bland annat upp kanonbåtar på floden Liffey in i stadskärnan, där de med kanonerna besköt en mängd byggnader där rebellerna förskansat sig, så det bara blev ruiner kvar. Dublin hade kallats en av (det brittiska) rikets mest lojala städer, och exempelvis vid den brittiska monarkens besök i staden år 1912 var det bara glada miner. Dublinborna ansåg allmänt vid tiden för påskupproret att upprorsmännen bara var en handfull bråkmakare (fast de var fler än en handfull, runt några hundra). Men britternas överreaktion gjorde att opinionen sakta vände, och några år senare var en majoritet av irländarna för en frigörelse från Storbritannien. Det sätt på vilket de irländska republikanerna totalt vände folkopinionen har studerats av senare revolutionärer i olika delar av världen och inspirerat till terrorism som en väg till frihet från kolonialmakt, bland annat inför bildandet av Israel då judiska terrorgrupper med uttröttningsteknik drev ut brittiska armén, och även på Kuba. Påskupproret hyllades av bland andra Lenin, som såg det som ett första tecken på utvecklingen mot världsrevolution.
I Irland har annandag påsk har firats som årsdagen av upproret fram till 1960-talet. Firandet återupptogs officiellt 2006 med bland annat militärparad och ett tal av premiärminister Bertie Ahern där han hyllade de som stupat i påskupproret. 
En av de upprorsledare som fängslades var Eamon de Valera, som under Påskupproret ockuperade Bolands bageri och kvarn på Grand Canal Street. Eftersom de Valera var född i USA fördröjdes beslut om hans avrättning och dödsstraffet omvandlades till livstids fängelsestraff. Han frigavs snart och invaldes senare som ledamot i det irländska parlamentet 1917 och därefter till premiärminister och president. Han avled 1975.

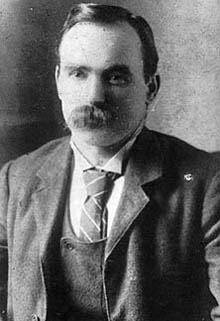
James Connolly, avrättad 12 maj 1916.

## Personer som avrättades till följd av påskupproret
- Patrick Pearse (arkebuserad 3 maj 1916 i Kilmainhamfängelset)
- Thomas J. Clarke (arkebuserad 3 maj 1916 i Kilmainhamfängelset)
- Thomas MacDonagh (arkebuserad 3 maj 1916 i Kilmainhamfängelset)
- Joseph Mary Plunkett (arkebuserad 4 maj 1916 i Kilmainhamfängelset)
- Edward Daly (arkebuserad 4 maj 1916 i Kilmainhamfängelset)
- William Pearse (arkebuserad 4 maj 1916 i Kilmainhamfängelset)
- Michael O'Hanrahan (arkebuserad 4 maj 1916 i Kilmainhamfängelset)
- John MacBride (arkebuserad 5 maj 1916 i Kilmainhamfängelset)
- Éamonn Ceannt (arkebuserad 8 maj 1916 i Kilmainhamfängelset)
- Michael Mallin (arkebuserad 8 maj 1916 i Kilmainhamfängelset)
- Cornelius Colbert (arkebuserad 8 maj 1916 i Kilmainhamfängelset)
- Seán Heuston (arkebuserad 8 maj 1916 i Kilmainhamfängelset)
- Seán Mac Diarmada (arkebuserad 12 maj 1916 i Kilmainhamfängelset)
- Thomas Kent (arkebuserad 9 maj 1916 i Corks fängelse)
- James Connolly (arkebuserad 12 maj 1916 i Kilmainhamfängelset)
- Roger Casement (hängd 4 augusti 1916 i London)